# 陈洋镇
陈洋镇是中国江苏省盐城市射阳县歷史上下辖的一个镇，2011年併入合德鎮。

## 行政区划
陈洋镇下辖以下行政区：
陈洋居委会、富洋居委会、新条村、新利村、伍份村、桃园村、开洋村、条洋村、双丰村、新宏村、南北村、七埠村、洋南村